# Toni Eichholzer
Anton „Toni“ Eichholzer (* 5. August 1903; † unbekannt) war ein österreichischer Boxer. Er nahm 1924 im Leichtgewicht an den 8. Olympischen Spielen in Paris teil, wo er in der Vorrunde dem Norweger Haakon Hansen unterlag.